# (90568) 2004 GV9
(90568) 2004 GV9 – planetoida, obiekt transneptunowy.
Ten obiekt o jasności absolutnej ok. 3,97m został odkryty 13 kwietnia 2004 roku w ramach programu NEAT; należy do klasycznych obiektów Pasa Kuipera – cubewano.

## Klasyfikacja
Minor Planet Center (MPC) – oficjalna organizacja odpowiedzialna za zbieranie danych obserwacyjnych małych ciał Układu Słonecznego – zalicza (90568) 2004 GV9 do typu cubewano, a więc jako należący do pasa Kuipera. Jednak Deep Ecliptic Survey (DES) uznaje obiekt za należący do dysku rozproszonego.

## Orbita
W 2025 roku planetoida znajdowała się w odległości ok. 39,9 au od Słońca, a przeszła przez peryhelium swej orbity w 1987 roku. Już po odkryciu udało się ją zlokalizować na wcześniejszych zdjęciach wykonanych począwszy od 21 grudnia 1954 roku. W sumie umożliwiło to wykonanie ponad 1000 pomiarów jej pozycji w okresie ponad 69 lat.

## Charakterystyka fizyczna
Na podstawie obserwacji przez Kosmiczny Teleskop Spitzera średnicę planetoidy określono na 677 ± 70 km. Kwalifikuje to ją do grupy kandydatów na planetę karłowatą. Albedo planetoidy wynosi 0,08±0,02.